# Split
split（スプリット）はUNIXおよびUNIX系のシステムで、ファイルを複数の小さなファイルに分割するのに使われるユーティリティである。

## 使用法
構文は次の通り。
```
split [options] [input_filename [output_filename] ]
```

splitのデフォルトの動作では、最大1000行までの出力ファイルを生成する。生成されるファイルのファイル名は、output_filename に aa、ab、ac といった文字列を連結したものが使われる。output_filename を指定しない場合、デフォルトのファイル名として x が使われ、例えば xaa、xab といった文字列が実際のファイル名となる。このため、デフォルトでは aa から zz までの676個のファイルまで生成できる。input_filename の代わりにハイフン (-) が指定された場合、標準入力からのデータを入力とする。
ファイル群を元の1つのファイルに戻すには、cat コマンドを利用する。
```
cat xaa xab xac > filename
```

または
```
cat xa[a-c] > filename
```

オプションを指定することで、分割後の各ファイルの行数制限を指定したり、最大文字数を制限したり、サフィックス（接尾辞）の長さを指定して生成するファイル数の制限を変更できる。